# Marie Gernet
Marie Gernet   (Ettlingen, 1 d'octubre de 1865 - 10 de febrer de 1924) va ser una matemàtica alemanya que el 1895 es va convertir en la segona dona a obtenir el doctorat a la Universitat de Heidelberg. La primera havia estat Käthe Windscheid, que va obtenir el doctorat pel seu treball sobre poesia pastoral anglesa l'any anterior. Gernet també va ser la primera dona nativa alemanya a obtenir un doctorat en matemàtiques, anys abans que Emmy Noether.Va ser l'única alemanya entre les vuit primeres dones que va obtenir un doctorat en matemàtiques a Alemanya.

## Biografia
Gernet va néixer a Ettlingen; el seu pare era cirurgià de l'exèrcit. Va obtenir un títol docent el 1883 i va continuar estudiant matemàtiques de forma privada. El 1888, la Karlsruhe Großherzogliche Technische Hochschule la va acceptar com a estudiant especial i hi va estudiar ciències fins al 1891.  En aquest any, tant ella com Ruth Gentry van sol·licitar estudis de postgrau a Heidelberg, però van ser rebutjats. La facultat de matemàtiques i ciències de la universitat va proposar un canvi de norma per permetre que les dones prenguessin programes d'estudi individuals, però el senat de la universitat va tornar a rebutjar aquest canvi.
No obstant això, el Ministeri d'Educació de Baden va anul·lar el senat i va aprovar el canvi, cosa que va permetre a Gernet estudiar a Heidelberg. Allà va realitzar investigacions sobre integrals hiperel·líptiques amb Leo Königsberger. Va suspendre el seu primer examen oral per obtenir el doctorat el novembre de 1894, però va continuar els seus estudis i va passar el segon intent el juliol de 1895.
Després de doctorar-se, Gernet va tornar a la Höhere Töchterschule de Karlsruhe, on havia estudiat de nena. Aviat es va convertir en un gimnàs i continua existint (reconstruït després de la Segona Guerra Mundial i coeducatiu des de 1973) com a Lessing-Gymnasium Karlsruhe  [ de ]. Va romandre allà com a professora i administradora acadèmica fins a la seva jubilació.